# فونادهو (شاویانی آتول)
فونادهو (به لاتین: Funadhoo) یک منطقهٔ مسکونی در مالدیو است. فونادهو ۲٬۳۰۰ نفر جمعیت دارد.